# Ketrîsanivka, Bobrîneț
Ketrîsanivka (în ucraineană Кетрисанівка) este o comună în raionul Bobrîneț, regiunea Kirovohrad, Ucraina, formată numai din satul de reședință.

## Demografie
Componența lingvistică a comunei Ketrîsanivka
     Ucraineană (96,58%)
     Rusă (2,14%)
     Alte limbi (1,21%)
Conform recensământului din 2001, majoritatea populației comunei Ketrîsanivka era vorbitoare de ucraineană (96,58%), existând în minoritate și vorbitori de rusă (2,14%).